# 約書亞
約書亞或譯若蘇厄（英語：Joshua/Jehoshua），是《舊約聖經》記載的一位希伯來人領袖，是亚伯拉罕诸教（犹太教、基督教、伊斯兰教）裡都被认为是极为重要的先知，嫩的兒子；屬以法蓮支派，原名何西阿。

## 簡介
據《聖經·申命記》所載，約書亞接續摩西成為以色列人的領袖，帶領以色列人以米甸為起點，攻進神所應許的迦南美地。摩西則因上帝未允許进入而在迦南之地外逝世。最初於埃及出發的以色列成年男子，僅有約書亞、迦勒二人活著進入迦南，根据圣经民数记的记载，是约书亚和迦勒拥有另一个心志（民数记14：24）：是按着神的应许。其餘出生於埃及的以色列男人均因不停抱怨而死於曠野途中。其餘進入迦南的以色列人，均於曠野出生。
在約書亞的領導下，以色列人在許多戰爭中贏得了輝煌的勝利，占領了以色列地區一帶土地，也就是古代迦南人、赫人、亞摩利人、比利洗人、希未人、耶布斯人所居住的地方，是流奶與蜜之地。
約書亞由於是以色列的民族英雄、因此後來許多猶太人將子女命名為約書亞。

## 基督教中的约书亚
即希腊语的「耶稣」，意思是「耶和华救主」或「耶和华救恩」。约书亚将以色列人领进迦南美地，乃是预表耶稣把神的子民带进安息。

## 伊斯兰教中的约书亚
约书亚（阿拉伯语：يُوشَعُ بْنُ نُونٍ，Yūšaʿ ibnNūn）虽然在古兰经中没有被提及名字，但他的名字出现在其他伊斯兰文学中。在古兰经里关于对迦南的征服中提到了约书亚和迦勒，但未命名，作为两个“敬畏真主的人”，真主“赐予了他恩典”。

## 新興宗教的約書亞
傳說中美國的後期聖徒運動移民將短葉絲蘭命名為「約書亞樹」，這種樹獨特的外型就如同約書亞伸直的手臂，引領他們向西。

## 外部連結
約書亞記 （页面存档备份，存于）